# Sääskijärvi
Sääskijärvi är en sjö i Finland. Den ligger i kommunen Ranua i landskapet Lappland, i den norra delen av landet, 700 km norr om huvudstaden Helsingfors. Sääskijärvi ligger 155 meter över havet. Arean är 1,91 kvadratkilometer och strandlinjen är 9,59 kilometer lång. Sjön  ingår i Simo älvs huvudavrinningsområde.   
I övrigt finns följande i Sääskijärvi:
- Petäjäsaari (en ö)
- Koivusaari (en ö)